# Hilfssignal
Das Hilfssignal ist ein in den schweizerischen Fahrdienstvorschriften definiertes Eisenbahnsignal für Zugfahrten. Es zählt zu den Notbedienungen, wird also nur angewendet, wenn ein Hauptsignal nicht auf Fahrt gestellt werden kann. In Deutschland wird die gleiche Funktion durch ein Ersatzsignal sichergestellt.

## Verbreitung
Grundsätzlich kann jedes Hauptsignal mit einem Hilfssignal ausgestattet werden.
Im Netz der Schweizerischen Bundesbahnen ist auf nahezu allen Bahnhöfen jedes Einfahrsignal mit einem Hilfssignal ausgerüstet. Es ist auch im System Typ L möglich, dass die rote Lampe blinkt. Dies gilt ebenfalls als Hilfssignal.

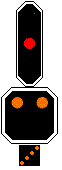
Hauptsignal mit Vorsignal und Hilfssignal (zu unterst) Typ L
Blinkendes Hilfssignal des Typs L
Hilfssignal Typ N

## Einsatz
Ist es aufgrund einer Störung nicht möglich, das Signal regulär auf Fahrt zu stellen, kann nach Durchführung der vorgeschriebenen Sicherungsmaßnahmen die Zustimmung zur Fahrt durch das Hilfssignal erfolgen. Der Lokführer darf die Fahrt mit maximal 40 km/h und Fahrt auf Sicht bis zum nächsten Hauptsignal fortsetzen. Der Vorteil besteht darin, dass dem Lokführer kein Sammelbefehl zur Fahrt auf Sicht durchdiktiert werden muss, wofür der Lokführer seinen Zug anhalten müsste.

### Wirkung
Das Einschalten des Hilfssignal bewirkt stellwerkstechnisch eine Umgehung sämtlicher in der Fahrstrasse befindlicher möglicher Hindernisse. Aus diesem Grunde wird es auch gern mit einem „Nachttischlämpli“ verglichen, das bei Bedarf an- und wieder abgeschaltet werden kann. Aus diesem Grund muss der Fahrdienstleiter vor dem Betätigen des Hilfssignals beispielsweise die korrekte Lage der Weichen, das Schliessen der Bahnübergänge und weiteres überprüfen.
Der Vergleich mit dem „Nachttischlämpli“ ist jedoch nicht ganz korrekt, denn durch die Einfahrt in einen Bahnhof per Hilfssignal wird auch der Streckenblock wieder in Grundstellung versetzt. Die „geschlossene Einfahrt“ ohne Hilfssignal dagegen läuft auf eine Blockstörung hinaus: der letztbefahrene Streckenabschnitt wird nicht frei gemeldet und kann für den Folgezug nur mit einer Notbedienung befahren werden. Die Störung innerhalb des Bahnhofes wirkt sich so auf die angrenzende Strecke aus.

### Formen
Für die Darstellung des Hilfssignales existieren zwei Formen.
Beim Signal Typ N steht ein rot blinkendes Licht für das Hilfssignal. Dies ist teilweise auch beim Signal Typ L der Fall, wenn kein separater Signalschirm für das Hilfssignal eingebaut wurde. Verbreiteter aber ist die oben abgebildete Variante des Typ L mit einem eigenen Signalschirm, in welchem ein oranger Diagonalbalken aufleuchtet. Der Nachteil der Variante mit dem rot blinkenden Licht: ist das Einschalten der roten Lampe nicht möglich, ist auch kein Hilfssignal einschaltbar. Darum muss dem Lokführer für die Weiterfahrt ein protokollpflichtiger Befehl diktiert werden, weshalb es zu Verzögerungen kommen kann.

## Verhalten des Lokführer
Der Lokführer darf am haltzeigenden Hauptsignal vorbeifahren. Es gilt für ihn Fahrt auf Sicht, mit höchstens 40 km/h. Bahnübergänge, welche durch das Hauptsignal gedeckt sind, müssen gestört befahren werden. Daher darf der Bahnübergang mit höchsten Schrittgeschwindigkeit befahren werden, gegebenenfalls ist anzuhalten. Es müssen vor dem Befahren Achtungspfiffe abgegeben werden. Allfällige Zwergsignale können ein beliebiges Signalbild zeigen. Sollte gleichzeitig eine besetzte Einfahrt vorgenommen werden, so muss diese nicht separat angekündigt werden. Bei gewissen Bahnen muss daher ab dem Sicherheitszeichen der Einfahrweiche noch langsamer gefahren werden.